# دياني بيرش
دياني بيرش (بالإنجليزية: Diane Birch)‏ هي عازفة بيانو وموسيقية ومغنية ومغنية مؤلفة وملحنة أمريكية، ولدت في 24 يناير 1983 في بورتلاند في الولايات المتحدة.

## وصلات خارجية
- الموقع الرسمي
- دياني بيرش على موقع IMDb (الإنجليزية)
- دياني بيرش على موقع ميوزك برينز (الإنجليزية)
- دياني بيرش على موقع رولينغ ستون (الإنجليزية)
- دياني بيرش على موقع أول ميوزيك (الإنجليزية)
- دياني بيرش على موقع ديسكوغز (الإنجليزية)